# ТЕЦ Печ
ТЕЦ Печ – теплова електростанція на півдні Угорщини у місті Печ.
З 1959 по 1965 роки на майданчику станції стали до ладу шість турбін загальною потужністю 214,6 МВт. Спершу ввели в експлуатацію три конденсаційні турбіни з показниками по 30,7 МВт, які живились від восьми парових котлів продуктивністю по 60 тон пари на годину. В 1964-му їх доповнили теплофікаційною турбіною потужністю 22,5 МВт, що дозволило не лише виробляти електроенергію, але й започаткувати роботу системи централізованого опалення Печа. Нарешті, в 1965-му стали до ладу два котли продуктивністю по 210 тон пари на годину та дві турбіни потужністю по 50 МВт.
Станцію спорудили з розрахунку на використання вугілля з копалень у горах Мечек, яке подавалось на майданчик по конвеєру від збагачувальної фабрики Pécsújhegy. Для охолодження використовували воду, подану по каналу із Дунаю.
В 1983-му почали модернізацію, унаслідок чого збільшили потужність чотирьох турбогенераторних установок – у двох вона досягла 35 МВт, а ще дві стали номінуватись по 60 МВт. При цьому вісім найбільш старих котлів замінили на чотири продуктивністю по 160 тон пари на годину. Втім, навіть після цього паливна ефективність станції становила лише 29,4%.
На початку 2000-х вирішили провести докорінну модернізацію. В 2004-му запустили котел з бульбашковим киплячим шаром, який потребує 400 тисяч тон деревини на рік та живить турбіну електричною потужністю 49,9 МВт. Два старі котла переобладнали для роботи на природному газі (подається до Печа по трубопроводу від Szank) та мазуті.
А в 2013-му запустили колошниковий котел данської компанії DP, розрахований на спалювання 180 тисяч тон біомаси у тюках (солома та інші відходи сільськогосподарського виробництва). Від нього живиться турбіна електричною потужністю 35 МВт, крім того, продукується 72 МВт тепла. Після цього етапу модернізації котли на природному газі виконують лише резервну функцію. Як наслідок, Печ став першим містом в Угорщині де централізоване опалення повністю переведене на відновлювані джерела.